# Bistum Ortona
Das Bistum Ortona (lateinisch Ortonensis et Camplensis) war ein römisch-katholisches Bistum in Italien mit Sitz in Ortona.
Es wurde am 20. Oktober 1570 gegründet und gehörte zur Kirchenprovinz Chieti. Am 12. Mai 1600 wurde der Name in Ortona a Mare e Campli geändert. Bischofskirche war die heutige Konkathedrale Basilica di San Tommaso Apostolo.
Am 19. Februar 1834 wurde es mit dem Erzbistum Lanciano zum Erzbistum Lanciano-Ortona vereinigt.

## Bischöfe
- Giovanni Domenico Rebiba (1570–1595)
- Alessandro Boccabarile (1596–1623)
- Antimo degli Atti (1624–1640)
- Francesco Antonio Biondo OFMConv (1640–1643)
- Alessandro Crescenzi CRS (1644–1652)
- Carlo Bonafaccia (1653–1675)
- Giovanni Vespoli-Casanatte CR (1675–1716)
- Giuseppe Falconio (1717–1730)
- Giovanni Romano (1730–1735)
- Marc’Antonio Amalfitani (1735–1765)
- Domenico de Dominicis (1766–1791)
- Antonio Cresi (1792–1804)